# 1998年冬季残疾人奥林匹克运动会挪威代表团
1998年冬季残疾人奥林匹克运动会挪威代表团是挪威派出的1998年冬季残疾人奥林匹克运动会代表团。获得18枚金牌、9枚银牌和13枚铜牌。